# Pomorac
Pomorac je osoba koja je zaposlena u  pomorstvu i plovidbom se bavi kao zapovjednik (kapetan) broda ili  član brodske posade. Osoba se za zanimanje pomorca uglavnom stručno osposobljava, premda postoje i pomorci koji nemaju pomorske stručne kvalifikacije i položene ispite. Zanimanje pomorca, sposobnosti i zdravstveno stanje za plovidbu dokazuju se pomorskom knjižicom (matrikulom), koja u potpunosti zamjenjuje i putovnicu pri prelasku granica. 
Pomorci se na trgovačkom brodu dijele na različita zvanja gdje svi zajedno sačinjavaju brodsku posadu. Zvanja su grupirana prema području poslova na posadu palube, posadu stroja i bijelo osoblje. Vrijeme ukrcaja i iskrcaja, zvanje, kvalifikacije, dodatni ispiti kao i mnogi prelasci granica ovjeravaju se u pomorskoj knjižici.  
Razgovorno se kao sinonim za pomorca pogrešno upotrebljava naziv mornar. Mornar je samo zvanje, i to nekvalificirano, hijerarhijski najniže rangiranog djelatnika na palubi. Iznad njega su kormilar pa vođa palube (kolokvijalno zvan noštromo), a po palubnoj hijerarhiji naviše su pozicionirani brodski časnici koji su zaduženi za navigaciju (treći, drugi i prvi) i zapovjednik broda, kapetan, (na brodu, od posade još zvan i ‘barba’). Zapovjednik broda odgovoran je za brod, teret, posadu i, eventualno, putnike.  Postoje hijerarhije i u drugim vrstama osoblja. 
Sve navedeno odnosi se na dugu plovidbu. Velika obalna plovidba i mala obalna plovidba nemaju ni izdaleka isto značenje jer su međunarodni pomorski zakoni za njih drugačiji, kao i stručna osposobljenost posade. 